# 나카가와 쇼이치

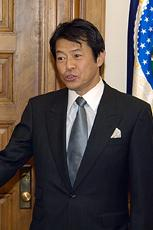
나카가와 쇼이치

나카가와 쇼이치(일본어: 中川昭一, 1953년 7월 19일~2009년 10월 4일)는 홋카이도 출신의 일본 정치인이다.

## 생애
도쿄 대학 법학부 정치학과를 졸업, 2005년 10월에 농림 수산 장관으로 취임했고, 2006년 9월에 자민당 정무 조사회장으로 취임했다. 농림수산대신인 나카가와 이치로의 장남이다. 2008년, 아소 내각에서 재무대신과 금융 담당 장관에 취임하였으나, 이듬해 G7 재무장관회의 기자회견 중 음주 회견 논란으로 사임, 그해 10월 4일 자택 2층 침실에서 사망한 채로 발견되었다.